# El Chupacabra (album)
 For alternative betydninger, se Chupacabra.
El Chupacabra er den første EP fra hård rock-bandet SOiL, som blev udgivet i 1998. EP-navnet kom fra myten om det puertoricanske bæst Chupacabra, hvis navn betyder "gede-suger" på spansk. 

## Numre
1. "Broken Wings" – 4:15
2. "Crucified" – 4:31
3. "F-Hole" – 2:55
4. "She" – 3:28
5. "Two Cent Friend" – 3:53